# 釜浦線
釜浦線（朝鲜语：／ Pup'o sŏn */?）是朝鮮民主主義人民共和國的一條鐵道線路，站點為黄海南道的新康翎站到釜浦站。

## 路线概况
- 距离：19.1km
- 车站数：5
- 轨距：1435mm
- 电气化区间：无
- 复线区间：无